# Гей-стрит
Гей-стрит (англ. Gay Street) — небольшая односторонняя улица в районе Гринвич-Виллидж в боро Манхэттен, Нью-Йорк.
На юге Гей-стрит ограничена улицей Вэйверли-Плейс, на севере — Кристофер-стрит. На востоке параллельно улице проходит Шестая авеню, на западе — поворачивающая к северу Вэйверли-Плейс. Гей-стрит имеет одну полосу движения.
Под одной версии, улица получила название в 1833 году в честь активиста борьбы с рабством и управляющего газеты New York Tribune Сиднея Говарда Гея (англ. Sidney Howard Gay), по другой — в честь некоего Р. Гея (англ. R. Gay), жившего на Бауэри во второй половине XVIII века.
В 1826—1833 годах Гей-стрит была застроена домами в федеральном стиле. В те годы на ней проживало множество негров. Многие из них были кучерами. По окончании застройки улица была расширена. Дома на её западной стороне остались нетронутыми, строения же на восточной стороне ныне представлены застройкой 1844—1860 годов в неогреческом стиле. К 1920-м годам большинство негров переселилось на север Манхэттена, а в освободившиеся дома заселились итальянцы.
В 1930-х годах на улице проживали писательницы Рут Маккинни и Мэри Маккарти.